# Mount Thrace
Mount Thrace är ett berg i Antarktis. Det ligger i Östantarktis. Nya Zeeland gör anspråk på området. Toppen på Mount Thrace är 1 800 meter över havet, eller 169 meter över den omgivande terrängen. Bredden vid basen är 0,44 km.
Terrängen runt Mount Thrace är varierad. Mount Thrace ligger uppe på en höjd som går i öst-västlig riktning. Trakten är obefolkad. Det finns inga samhällen i närheten.